# Bibliothèque allemande de la liberté
La Bibliothèque allemande de la liberté  (Deutsche Freiheitsbibliothek) a été fondée en 1934 à Paris par des exilés allemands pour rassembler tous les écrits interdits et brûlés pendant le Troisième Reich. Elle était située dans le 13e arrondissement au 65 boulevard Arago, dans la Cité fleurie. Elle a été intégrée à l'Internationale Antifaschistische Archiv, qui avait été fondé peu avant.

## Objectifs et contenu
La bibliothèque allemande de la liberté avait pour objet de rassembler tous les livres susceptibles de contribuer à la lutte contre le nazisme. L'objectif était de mettre à disposition une documentation pour préparer la lutte politique, sur l'exemple du Livre brun qui traitait de l'incendie du Reichstag et de la terreur hitlérienne, et qui avait été publié peu de temps avant la création de la bibliothèque. Ces publications ont largement contribué au travail militant antifasciste des émigrants germanophones, comme le Livre blanc sur les fusillades du 30 juin 1934. En outre, la bibliothèque allemande de la liberté a organisé de nombreuses expositions et été la cheville ouvrière des célébrations annuelles du 10 mai, jour anniversaire des autodafés.  
La bibliothèque comprenait environ 20 000 livres - dont 13 000 étaient déjà présents lors de l'inauguration - ainsi que des centaines de classeurs contenant des articles de journaux et d'autres documents. Il s'agissait de livres soit incendiés en Allemagne sous le régime nazi, soit interdits, censurés ou étouffés. Elle a également conservé les documents déjà rassemblés par les archives antifascistes internationales .

## Histoire

### Fondation et ouverture
La bibliothèque  allemande de la liberté était affiliée aux Archives internationales antifascistes, fondées par le Comité mondial pour les victimes du fascisme en décembre 1933. L'idée de cette bibliothèque est probablement celle d'Alfred Kantorowicz qui dirigeait ces archives. En janvier 1934, a eu lieu une réunion à Paris, au cours de laquelle le Comité d'initiative pour la création d'une bibliothèque liberté allemande a été constitué sous la présidence de Romain Rolland . Un appel a été lancé aux intellectuels allemands en exil pour qu'il fournissent des matériaux pour la bibliothèque et aussi pour l'exposition à l'occasion du premier anniversaire des autodafés en Allemagne qui a été inaugurée le 10 mai 1934. 
Lors de cette cérémonie d'ouverture, plusieurs discours ont exposé les intentions des fondateurs et aussi les opinions de visiteurs extérieurs. Le conférencier principal était Egon Erwin Kisch. Il a présenté les objectifs de la bibliothèque sur le plan de la lutte des idées. Cette bibliothèque non seulement commémorait les autodafés de 1933 mais avait aussi pour objectif de lutter contre le nazisme. À terme, la bibliothèque devrait être transférée à Berlin. Plusieurs autres orateurs se sont succédé dont Alfred Kantorowicz.

### Histoire jusqu'à sa destruction en 1940
Huit collaborateurs, bénévoles ou parfois rémunérés, se sont chargés de l’entretien et de l’extension de la collection ainsi que de la préparation d’expositions et de manifestations. Max Schröder a été le pivot de cette équipe. Dès juin 1934 déjà, l’Antifaschiste Archiv et la Bibliothèque de la liberté ont été fusionnés en une seule institution. Entre avril 1935 et janvier 1937, ont été publiées les Communications de la bibliothèque allemande de la liberté. Cette publication rendait compte de divers événements à la bibliothèque, d'événements organisés par les intellectuels émigrés à Paris, et servait de forum.   

## Personnes importantes
- Le concepteur était vraisemblablement  Alfred Kantorowicz, le président Heinrich Mann et la cheville ouvrière du projet (surtout en 1934-1935) a été Max Schröder

### Membres du comité d'initiative
- Georg Bernhard
- Lion Feuchtwanger
- Gaston Gallimard
- André Gide
- John Burdon Sanderson Haldane
- Harold Laski
- Henri Lévy-Bruhl
- Heinrich Mann
- Frans Masereel
- Rudolf Olden
- Theodor Plievier
- Romain Rolland
- Joseph Roth
- Anna Seghers
- Henry Wickham Steed
- Ernst Toller
- HG Wells